# Фодор, Нандор
Нандор Фодор (Nandor Fodor, 13 мая 1895 года, Берегсаc, Венгрия, ныне Берегово, Закарпатская область, Украина
— 17 мая 1964 года, Нью-Йорк, США) — парапсихолог, психоаналитик, журналист, наибольшую известность получивший как исследователь паранормальных явлений. Фодор, кроме того, — автор получивших высокую оценку специалистов аналитических работ по теории сновидений, теории пренатального развития, а также концепций, касающихся сексуального подтекста медиумизма. Фодор близко знал сэра А. Конан Дойля и некоторое время активно сотрудничал с журналом Light. Тем не менее, в середине 1930-х годов он подвергся критике со стороны спиритуалистов, поскольку первым выдвинул теорию, согласно которой сущности, являющиеся на спиритических сеансах (равно как привидения, полтергейст и т. д.) имеют земное происхождение и являются следствием болезненной деятельности человеческих — мозга и психики. Фодор приобрел известность на поприще скрупулёзного исследования «обитаемых» особняков и замков (Рэйнхэм Холл, Борли Ректори, Торнтон Хит), других паранормальных явлений («Говорящий мангуст» Джеф и др.). Он — автор десятка книг по парапсихологии, наибольшую известность из которых получила «Энциклопедия психической науки» (Encyclopedia of Psychic Science, 1934).

## Биография
Нандор Фодор родился 13 мая 1895 года в Берегсасе, Венгрия (в настоящее время Берегово, Украина), обучался в Будапеште на юридическом факультете в Будапештском университете и закончил его в 1917 году. Получив докторскую степень, он 4 года проработал ассистентом судьи. В 1921 году эмигрировал в США, где начал журналистскую деятельность — поначалу в газете Amerikai Magyar Népszava (англ. American Hungarian People’s Voice), выходившей в Нью-Йорке.

### Каррингтон и Ференци
В 1919 году Фодор под впечатлением книги Хереварда Каррингтона «Современные психические явления» (англ. Modern Psychic Phenomena, 1919) заинтересовался парапсихологией и — в более широком смысле — изучением человеческой психики, посвятив этому делу всю оставшуюся жизнь. Много лет спустя, зимой 1959 года в статье о Каррингтоне он писал:
Эта книга стала для меня откровением. С тех пор свои обеденные деньги я стал тратить на книги, пожирая знания психической науки вместо той пищи, которую предлагали венгерские рестораны, располагавшиеся неподалёку от моего места работы.
Фодор не раз говорил о том огромном влиянии, которое оказали на него работы Каррингтона. Следующие десять лет они не встречались, но переписывались регулярно. Именно Каррингтон стал для Фодора примером идеального исследователя паранормальных явлений, принципами которого тот впоследствии руководствовался. При его посредстве Фодор познакомился и с сэром А. Конан Дойлем, в те годы неустанно пропагандировавшим спиритуализм, что также во многом сформировало сферу интересов начинающего парапсихолога.
Другой личностью, сыгравшей в жизни Фодора важнейшую роль, был психоаналитик Шандор Ференци, ученик и коллега З. Фрейда. При том, что психоаналитики отрицательно относились к темам, которые считали оккультными, Ференци (а также, в какой-то мере, Фрейд) являлись здесь исключениями. Влияние этих двух фигур также имело для Фодора определяющее значение. С момента своего знакомства с Ференци в 1926 году Фодор уже всегда рассматривал паранормальные явления лишь с позиций психоанализа.
В 1927 году, побывав в Нью-Йорке на спиритическом сеансе медиума Уильяма Картьюзера, специализацией которого был так называемый «прямой голос» англ. direct voice), якобы позволявший присутствующим непосредственно слышать голоса умерших, Фодор неожиданно для себя услышал голос своего покойного отца. Много лет спустя, в способностях Картьюзера успевший глубоко разочароваться, он писал, что потрясения от того первого сеанса не забыл никогда. Подробное воспоминание об этом эпизоде он оставил в очерке «The Haunted Mind» (Helix Press, 1959).
Постепенно сочетание журналистского, психоаналитического и парапсихологического подходов к изучению паранормальных явлений и предопределило путь, следуя которому он начал самостоятельные исследования.

### Энциклопедия психической науки
В 1929 году после интервью с Эсмондом Хармсуортом (вторым виконтом Ротермиром), владевшим несколькими британскими газетами: Mirror, Evening News, Sunday Dispatch и др.) Фодор получил у него должность секретаря венгерского отдела, где проработал до 1937 года. Интересы Фодора концентрировались вокруг вопросов венгерской политики — пересмотр Мирного соглашения после Первой мировой войны и т. д. При этом в его распоряжении имелись свободное время и комфортабельный офис на Флит-стрит. Именно здесь он начал и завершил основную часть работы по созданию труда, принесшего ему всемирную известность, «Энциклопедии психической науки» (англ. Encyclopaedia of Psychic Science), опубликованной в 1934 году.
О мотивах, побудивших его к работе, Фодор писал:
Одиннадцать лет назад, начиная изучение психического феномена, я был поражен тем, через какие круги адовы приходится проходить исследователю при изучении материалов. Мне нужен был справочник, и я начал составлять его самостоятельно… У нас немного книг о психической науке, и все они окрашены — либо чрезмерностью верования, либо дефицитом доверия. «Modern Spiritualism» Подмора  — великолепная работа, но ограниченность автора в свете полученных новых данных не может не раздражать. «История спиритуализма» Конан Дойля — не более чем сборник очерков, грешащий неточностями. Кэмпбелл Холм в «Facts of Psychic Science» описывает лишь сами явления, причем недостаточно научно и к тому же выборочно. «Story of Psychic Science» Каррингтона — текст книжный, но не энциклопедический. Что нам необходимо, так это стандарт: работа, выполненная в объективной и беспристрастной манере, где были бы представлены все факты, касающиеся истории и развития паранормальных явлений и медиумизма, и к которой при каждом удобном случае мы могли бы обратиться в поиске важного факта.
Сразу же после выхода книги в 1934 году Фодор получил многочисленные приглашения читать лекции по спиритуализму и психическим исследованиям, а в феврале 1934 года стал заместителем Дэвида Глоу, главного редактора «Лайт», старейшего британского журнала спиритуалистов.

### Увлечение спиритуализмом
Заручившись поддержской Лондонского альянса спиритуалистов (англ. London Spiritualist Alliance), Фодор получил возможность напрямую экспериментировать с практикующими медиумами. Как вспоминали многие очевидцы, первое время его энтузиазм был беспределен. По прошествии нескольких лет, однако, Фодор стал осторожнее в своих оценках и постепенно из энтузиаста превратился в скептика.
В 1934 году в Великобритании появилось сразу две авторитетных организации, призванных заняться изучением психического феномена. 6 июня был основан Совет Лондонского университета по психическим исследованиям (англ. University of London Council for Psychical Investigation), который стал правопреемником Национальной лаборатории психических исследований (англ. National Laboratory of Psychical Research), основанной в 1925 году Гарри Прайсом. Последний передал Совету всю свою библиотеку, лабораторию и оборудование. Спиритуалисты в целом восприняли этот шаг негативно: они считали (по словам Ханнена Шаффера), что «…лучше иметь одного медиума, чем тысячу учёных со своими расспросами».
Ранее в том же году появился Международный институт психических исследований (англ. International Institute for Psychical Research). Вошедшие в его Совет как сторонники, так и противники спиритуализма, договорились посвятить себя непредвзятой но вместе с тем сочувственной работе по изучению феномена. Сначала главой был назначен профессор Д. Ф. Фрейзер-Харрис, но после того, как он не сошелся во мнениях с другими членами Совета и подал в отставку, на его место был избран Нандор Фодор.
Фодор тут же вплотную занялся практическим исследованием полтергейста, медиумизма и «обитаемых» особняков и замков, каждый раз пытаясь объяснить происходящее с точки зрения психоанализа, как результат действия скрытых и неизученных механизмов человеческой психики. Первая его работа такого рода была проведена в сотрудничестве с давним другом доктором Каррингтоном, который возглавлял к этому времени Американский психический институт (англ. American Psychical Institute) в Нью-Йорке. Позже их совместная 44-страничная брошюра легла в основу намного более основательной книги «Haunted People» (New York 1951), британское издание которой вышло под заголовком «The Story of the Poltergeist Down the Centuries» (Лондон, 1953).
В апреле-мае 1934 года Фодор написал серию научно-популярных статей о медиумах, спиритуализме и психических исследованиях для газеты Bristol Evening World. Все они были переизданы под общей обложкой и названием «Эти таинственные люди» (англ. These Mysterious People, Лондон, 1934). Книга получила высокие оценки специалистов и до сих пор многими относится к числу наиболее надежных источников в этой области знаний.

### Возвращение к психоанализу
Знакомство Фодора с доктором Элизабет Северн, практикующей специалисткой по психоанализу (и ученицей Шандора Ференци), явилось толчком к возобновлению его давнего интереса к предмету. В те годы в Британии к психоанализу относились с предубеждением, поскольку исследование сексуального подтекста психических заболеваний многим казалось «неприличным». Фодор, однако, был убежден: именно психоанализ кроет в себе ключ к разгадке многих загадочных явлений, попавших в поле зрения парапсихологии.
Несмотря на то, что Фодор обладал природным даром рассказчика, умея просто и занимательно подать самую замысловатую концепцию, его психоаналитическая теория полтергейста оказалась слишком смелой для своего времени. Десять лет спустя идея о том, что механизм полтергейста скрывает в себе подавленные человеческие эмоции, стала общепринятой (об этом в 40-х годах писал Джон Лэйярд, в 50-х — Каррингтон и Джеймс Хислоп). Но в 30-х годах идеи Фодора психоаналитикам показались экзотическими, а последователям спиритуализма — подрывными и кощунственными.

### Разрыв со спиритуализмом
Две работы Нандора Фодора в середине 1930-х годов имели общественный резонанс: расследования загадочных происшествий в замке Эш (1936) и так называемого «полтергейста в Торнтон Хит» (1938), история которых была подробно изложена им в книге «Разум, населенный призраками» (англ. Haunted Mind, Helix Press, 1959). В обоих случаях Фодор пришёл к выводу о том, что истинным источником наблюдавшихся в двух этих местах паранормальных явлений являлись подавленные эмоции и болезненная реакция человеческой психики. Любопытно, что окончательный «диагноз» в случае с замком Эш (где причиной аномалий были извращенные сексуальные отношения в семье) был сделан при помощи одного из самых известных медиумов XX века Эйлин Дж. Гарретт, позже возглавившей американский Парапсихологический фонд (англ. Parapsychology Foundation).
Настоящую сенсацию произвел отчёт Фодора о загадочных происшествиях в Торнтон-Хит, где в эпицентре явлений, напоминавших полтергейст, оказалась женщина, утверждавшая помимо всего прочего, что подвергается нападениям вампиров. В феврале 1938 года Фодор приступил к исследованиям феномена и в своем аналитическом отчёте показал: каковы бы ни были объективные проявления полтергейста, они напрямую связаны с личностными проблемами женщины, которая, по-видимому, сама же их бессознательно вызывает.
Ситуация поставила Фодора перед моральной дилеммой, которую он сформулировал в книге «The Haunted Mind»: «Психоисследователь вынужден рассматривать своих подопечных как материал для изучения. Психоаналитик идет дальше. Его цель — проанализировать ситуацию, найти изъян, а затем по возможности помочь человеку залечить душевную рану…».
Но прежде чем автор успел сделать для себя выбор, на него обрушился гнев спиритуалистов. Последних возмутила не только активность Фодора в деле разоблачения медиумов-шарлатанов, но и всё то в его теориях, что было связано с подавленной сексуальностью. В эссе «Consciousness Creative» (Бостон, 1937) Фодор писал: «По причинам, связанным с правилами приличия, медиумизм редко рассматривается под самым важным для него углом зрения: сексуальным». Вся популярная спиритуалистская пресса в Британии подвергла Фодора обструкции. На защиту парапсихолога встал известный медиум Хорэс Лиф, но его голос потонул в разъяренном хоре, изобличавшем «невежество» Фодора в вопросах, связанных с медиумизмом.
Разгорелся скандал: Фодор подал в суд на газету, опубликовавшую оскорбительные для него нападки. Один из её владельцев — спиритуалист Джей Артур Финдлей, председатель Международного института психических исследований, — тут же подал в отставку. Институт потребовал от Фодора прекратить исследование феномена в Торнтон-Хит, а в августе 1938 года направил ему письмо, извещавшее об увольнении. Фодор ответил контрвыпадом, опубликованном в октябрьском номере журнала The Occult Review, где объяснил, почему оскорблён таким к себе отношением, после чего продолжил изобличение медиумов-шарлатанов с удвоенной энергией. На упрек в том, что он стал «сомнительным другом» спиритам, Фодор (в журнале «Лайт» 10 ноября 1938 года) заметил: «В спиритуализме, к сожалению, тебя перестают считать другом, едва только ты начинаешь говорить неприятную правду».
В этот самый несчастливый для него период жизни, Фодор получил неожиданную личную и профессиональную поддержку от самого профессора Фрейда, который одобрил психоаналитический подход автора к проблемам, связанным с медиумизмом и полтергейстом.
Фодор, вне себя от счастья, тут же написал примирительное письмо руководству Международного института психических исследований и обе стороны разошлись миром: Фодор опубликовал свою работу, а Институт от неё открестился. Дело в суде закончилось не столь удачно: Фодор выиграл два иска о клевете из четырёх. Ответчик, журнал Psychic News выплатил крупные издержки, что ухудшило его финансовое положение. Репутация Фодора среди британских спиритуалистов была загублена окончательно.

### Переезд в США
В 1939 году Фодор перебрался в Нью-Йорк, где начал успешную карьеру практикующего психоаналитика. Здесь он получил американское гражданство и возобновил сотрудничество со своим старым другом доктором Хиуордом Каррингтоном. Впоследствии он возглавил журнал The Psychoanalitic Review, работал в Институте подготовки психоаналитиков Национальной психологической ассоциации, сотрудничал с журналом Tomorrow, издававшимся Эйлин Гарретт, медиумом, с которым он познакомился ещё в Англии.
В США психоаналитический подход Фодора к изучению психических явлений встретил намного большее понимание. Кроме того, он опубликовал важнейшие работы, в которых изложил собственную теорию сновидений («Новый подход к интерпретации сновидений») и взгляды на проблемы, связанные с предродовыми травмами («В поиске возлюбленной»),
которые обеспечили ему репутацию авторитета в этих двух областях психологии.
В полном удовлетворении от того, что его идеи получили признание, Фодор значительно смягчил свою позицию относительно спиритуализма. Уже в 1943 году в Psychic Observer он писал:

С тех пор, как я покинул Англию, мое отношение к психическому феномену коренным образом изменилось. Тогда я был психическим исследователем, следовавшим рутинным техническим предписаниям. Вся свобода тогда предоставлялась исследователю и никакой свободы — медиуму. Теперь я — психолог и исповедую совершенно противоположный подход: вся свобода — медиуму, никакой — для исследователя.Оригинальный текст (англ.)My attitude to psychical phenomena has undergone a tremendous change since I left England. Then I was a psychical investigator, following the routine techniques. A free hand for the researcher is none for the medium. Now I am a psychologist and my attitude is exactly the opposite: a free hand for the medium, none for the researcher.

Фодор в этой статье признавался, что перестал «испытывать удовлетворение от связывания медиумов» и добавлял: «Теперь я вижу, что парапсихология в течение многих лет пыталась быть слишком наукообразной и в результате обанкротилась совершенно. Медиумы не проявляют своих способностей, когда их используют подобно подопытным морским свинкам. Они — самые обычные люди, подверженные тем же самым слабостям и порокам, какие свойственны и исследователям».
В 1956 году Нандор Фордор выступил на защиту своего давнего конкурента Гарри Прайса, которого недруги попытались опорочить посмертно, а в 1963 году резко осудил книгу Тревора Холла, в сомнительном свете представившего отношения Уильяма Крукса и Флоренс Кук.

## Наследие Нандора Фодора
Почетный член Датского общества психических исследований и Венгерского метафизического общества, член Нью-Йоркской академии наук, Американской психологической ассоциации и Ассоциации психологов штата Нью-Йорк, Нандор Фодор скончался 17 мая 1964 года, оставив после себя около 70 больших статей и десяток крупных работ. В числе последних — «Призраки внутри» (англ. , 1951); The Story of the Poltereist Down the Centuries, 1953), «Сверхпространственный разум» (англ. Міnd Over Space, 1962); «Фрейд, Юнг и оккультизм» (англ. Freud, Jung and the Occult), «Голос изнутри» (англ. The Voice Within).
Самое значительное его произведение, «Энциклопедия психической науки», было переиздано в переработанном виде в 1966 году, а позже объединено с «Энциклопедией оккультных знаний» Льюиса Спенса (Lewis Spence, «Encyclopedia of the Occult», 1929), превратившись в «Энциклопедию оккультизма и парапсихологии» (англ. Еnсус1ореdia of Occultism and Parapsychology).

## Основные работы
- Encyclopedia of Psychic Science. London: Arthurs Press, 1934.
- The Haunted Mind: A Psychoanalyst Looks at the Super-natural. New York: Garrett Publications, 1959.
- New Approaches to Dream Interpretation. New York, 1951. Reprint, New Hyde Park, N.Y.: University Books, 1951.
- On the Trail of the Poltergeist. New York: Citadel Press, 1958.
- These Mysterious People. London: Rider, 1936.
- The Search For the Beloved. A Clinical Investigation of the Trauma of Birth and Pre-Natal Conditioning (1949.
- Fodor, Nandor, and Hereward Carrington. Haunted People. New York: Dutton, 1951.
- The Story of the Poltergeist down the Centuries. London: Rider, 1953.
- Between Two Worlds. New York: Paperback Library, 1964. (Опубликована посмертно)
- The Unaccountable. New York: Award Books, 1968. (Опубликована посмертно)